# Fumon Shōju Nakagawa

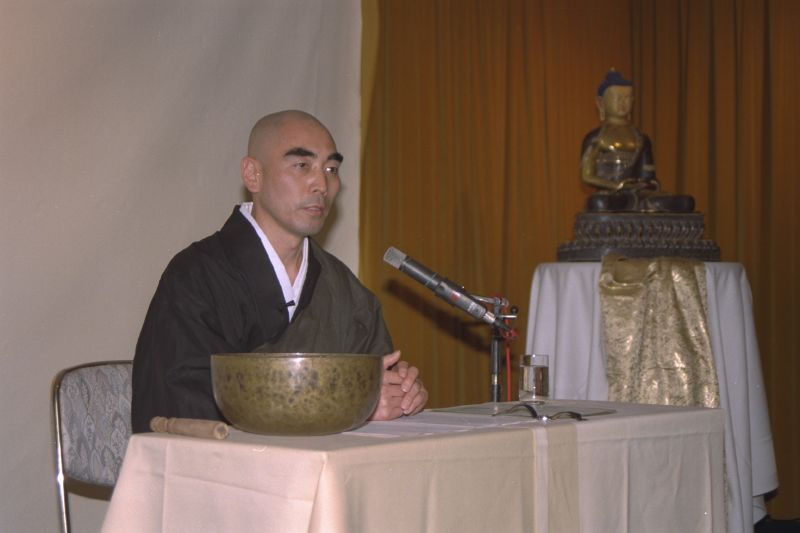
Fumon Shōju Nakagawa

Fumon Shōju Nakagawa (jap. 中川 正壽, Nakagawa Shōju; geboren 1947 in Kyōto, Japan) ist Soto-Priester und Abt des Klosters Daihi Shobozan Kosho Fumonji in Eisenbuch im Landkreis Altötting.

## Persönlicher Werdegang

### Japan
Als Jugendlicher hatte Nakagawa erste Berührungen und Erfahrungen mit Zen bei Soko Morinaga, Kosho Uchiyama und einem seiner späteren Lehrer Tokugen Sakai und übte sich in Studien der Dharmareden von Kodo Sawaki. Sein Studium der westlichen Philosophie an der Keiō-Universität in Tokio sowie Zen-Buddhologie an der Komazawa-Universität schloss er mit einem Magister ab.
1970 erhielt er seine Mönchsordination durch Tokugen Sakai in Myogen-ji, Nagoya. Seine persönlichen Lehrer waren Sakai und Genko Kawase, beide direkte Schüler von Kodo Sawaki. Anschließend erfuhr er seine Klosterausbildung in Eihei-ji, einem der beiden Hauptklöster der Soto-Zenschule. Schließlich wurde er Abt des Zen-Tempels Shinryu-an in Tokio.

### Deutschland
1979 siedelte Nakagawa nach Deutschland über und lehrte in der Zen-Klause Jikishin-an im bayerischen Allgäu, war zunächst ab 1980 als Zen-Lehrer im Zen-Haus "Obermühle", danach ab 1984 im bayerischen Allgäu in der Zen-Klause Jikishin-an tätig. 1987 gründete er das Stadtzentrum Jikishin-an in München.
In den 1990er Jahren begegnete er dem vietnamesischen Zen-Meister Thich Nhat Hanh, setzte sich mit dessen liebevoller Achtsamkeitspraxis "Heilung als Buddhaweg" auseinander und wurde Mitglied dessen Ordens „Inter-Sein“.
1996 gründete er das Zen-Zentrum Daihizan Fumonji in Eisenbuch. Ehrenbegründer war Ekiho Miyazaki, 78. Dharmavorfahre und Hauptabt des Soto-Hauptklosters Eihei-ji. 2006 wurde Nakagawa mit dem Segen Miyazaki Zenjis als Abt des Klosters Daihi Shobozan Kosho Fumonji eingesetzt.
2007 erfolgte die Gründung der Saddharma-Sangha (Shobo-Kai) in Fumonji.

## Lehrtätigkeit
Nakagawa sieht im Zen-Weg eine tiefe religiöse Praxis, die den Menschen in sich selbst zu sich selbst führt. Der Übende erfährt eine Schulung, welche ihn befähigt, sich selbst zu erforschen und das wahre Selbst zu erkennen. Dadurch soll er sich auch den Bedürfnissen und Problemen von sich selbst sowie der ganzen Gesellschaft angemessen stellen: heilsam mit ihnen umgehen und eine weitere Schulung auf sich nehmen.
Nakagawa pflegt die von der Tradition überlieferten Formen und betont besonders die Bedeutung des Sitzens, des Zazen. Dies kommt in intensiven Übungszeiten im Kloster zum Ausdruck. Wenn sich das Kloster Fumonji als Ort für „heilsames Leben“ versteht, so wird damit ausgedrückt: Die Entwicklung des Menschen hat sowohl die spirituelle Entfaltung wie auch den heilsamen Umgang mit dem eigenen Körper und Geist und mit allem als Ziel.
Nakagawa möchte die traditionelle Soto-Zen-Praxis so vermitteln, dass sie den spirituellen Bedürfnissen und modernen Lebensbedingungen der Menschen im Westen entspricht. Buddhistische Traditionen sollen authentisch gepflegt und dabei neu gestaltet werden.
Die auf der Mahayana-Tradition basierenden 21 Fumonji-Shila sind Leitaussagen, die der Auseinandersetzung mit dem eigenen Leben dienen; Sangha-Mitglieder nehmen die Shila in einer Zeremonie an und rezitieren und praktizieren sie. So wirken sie als wesentliche Orientierungsmarken und Stützpfeiler für das Alltagsleben.
In Studienkursen und Studienkreisen fordert Nakagawa, die Lehraussagen der Texte so zu studieren, dass sie auf die eigene Person bezogen werden, und dass sie tief und spirituell bereichernd in das eigene Alltagsleben hineinwirken. Das Shobogenzo, Dogen Zenjis (1200–1253) Hauptwerk, steht im Zentrum der Textstudien.
Seit 2017 ist Nakagawa auch Shakuhachi-Meister der Kinko-Schule (Reibo-Kai).

## Das Zen-Zentrum Eisenbuch
Das von Nakagawa 1996 gegründete Zen-Zentrum Eisenbuch Daihishobazan Kosho Fumonji („Berg des großen Mitgefühls und wahren Dharmas, Gedeihen des heiligen Buddhadharma, Stätte des universellen Tors“) liegt etwa 110 km östlich von München im Landkreis Altötting. Es möchte, dem Lotos-Sutra (Kap. 25 Kannon fumon-bon) folgend, ein „universelles Tor“ (Fumon) zu Mitgefühl und Weisheit sein. Es versteht sich als ein Ort spiritueller Praxis für Lehre und Ausbildung in interkulturellem Rahmen, einer Praxis, die immer auf das Leben im Alltag gerichtet ist.
Das Zentrum ist heute das erste autorisierte Soto-Zen-Kloster in Europa; es steht in direkter Traditionslinie des Soto-Hauptklosters Eihei-ji in Japan. Die Mitglieder der Saddharma-Sangha kommen aus Deutschland und anderen Ländern.
Im Zen-Zentrum werden derzeit Zen-Einführungskurse, Sesshins, Studienkurse sowie Zen-Retreats „Heilsames Leben“ angeboten.

## Veröffentlichungen
- Zen – weil wir Menschen sind. Theseus-Verlag, Berlin 1997. 3. Aufl. 2010. ISBN 978-3-89901-240-8

### Broschüren des Zen-Klosters Eisenbuch
- Lebendige Lehre. Die Bedeutung von Zen-Meister Dogen. Unterweisungen für unsere Zeit. Zen-Zentrum Eisenbuch, 2000.
- Praxis des Zen. Zazen–das Tun des Buddha. Übungen der Achtsamkeit im Alltag. Zen-Zentrum Eisenbuch 2001.
- Zen-Dynamik. Buddha und Dogen hier und heute. Zen-Kloster Daihizan Fumonji, Eisenbuch 2006
- 21 Shilas der Saddharma-Sangha. Mit Kommentaren von Fumon S. Nakagawa Roshi. Zen-Kloster Daihizan Fumonji, Eisenbuch 2013

### Artikel
- Der Tod aus der Sicht des Zen. In: DBU (Hg.): Im Spiegel des Todes. DBU, München 1995, ISBN 3-9804620-0-5
- Übungen der Achtsamkeit im Alltag. In: Arndt Büssing (Hg.): Regen über den Kiefern, Mayer, Stuttgart 2001, ISBN 3-932386-48-5
- Karma und Wiedergeburt. In: Richard, U. und Stürzer, M. (Hg): Karma und Wiedergeburt. Theseus Verlag, Berlin 2004. S. 58ff. ISBN 3-89620-233-2
- Zus. m. Relia Wecker: Die Heilkraft in uns erwecken. In: Buddhismus aktuell 4/2005, 16–19.
- Die Fünf Betrachtungen (zum Thema Ernährung). Ursache & Wirkung, April 2008, S. 26
- Atomkatastrophe in Japan – Was können wir tun? Buddhismus Aktuell 2/2012. S. 38 f.